# Plac Mikołaja Kopernika w Opolu
Plac Mikołaja Kopernika – plac oraz ulica w centrum Opola.
Do 1991 roku placem Kopernika określano niewielki obszar przy skrzyżowaniu ulic Sienkiewicza, Oleskiej, Mondrzyka (obecnie Osmańczyka) i Marchlewskiego. W tymże roku tę ostatnią ulicę i znajdujący się w sąsiedztwie pl. Armii Czerwonej przemianowano na plac Kopernika. W jego północnej części, o kształcie zbliżonym do trójkąta, od marca 2009 r. funkcjonuje handlowa Galeria Solaris, od lutego 2003 również Centrum Filmowe Helios; do lat 70. XX wieku znajdował się w tym miejscu browar. Południowy fragment placu, o kształcie prostokątnym, pełnił rolę parkingu; przedtem działało tu targowisko miejskie Cytrusek. W 2019 roku parking został przeniesiony pod ziemię, natomiast na powierzchni utworzono plac z fontanną.

## Historia
Pierwsze wzmianki o zabudowaniach na terenie obecnego placu Kopernika pochodzą z 1254 roku – mowa o klasztorze – wtedy drewnianym, a w 1350 r. już murowanym. W ciągu wieków dominikanie wiele razy opuszczali i na powrót przejmowali i odbudowywali budynki oraz pobliski kościół "na górce"; w 1811 roku budynki klasztorne zostały przejęte przez komisję sekularyzacyjną aby w 1815 r. umieścić w nich urzędy. W 1846 r. klasztor przeznaczono na szkołę dla pielęgniarek, co wiązało się z gruntownym remontem. Od 1851 aż do 1990 roku działał tam szpital św. Wojciecha – do 1945 r. Das Sankt Adalbert Hospital, a od 1946 r. Szpital Zespolony im. Karola Miarki. W 1990 roku, po wybudowaniu Wojewódzkiego Centrum Medycznego przy al. Witosa, szpital został opuszczony. W 1998 roku budynki zostały przejęte przez Uniwersytet Opolski, po czterech latach oddano do użytku całkowicie odmieniony gmach – Collegium Maius, a w 2003 r. Collegium Minus (w budynku dawnej dyrekcji szpitala).
Dzisiejszy plac Kopernika w przeszłości stanowił teren dwóch osobnych placów – Karlsplatz (w miejscu, gdzie dziś znajduje się Galeria Solaris) oraz Wilhelmsplatz, potem Platz der S.A (dzisiejszy parking). Rozdzielał je budynek browaru. Po wyburzeniu browaru w latach 70. XX wieku powstał jeden duży plac.
Koncepcje zabudowy placu zmieniały się na przestrzeni lat – w latach 70. urbaniści chcieli postawić tam najdłuższy w mieście blok mieszkalny, co wiązałoby się z wyburzeniem części zabytkowych kamienic (m.in. dzisiejszego Collegium Minus). W tym samym czasie powstał plan przebicia pod placem tunelu samochodowego, a na powierzchni miała powstać galeria handlowa. Innym pomysłem, z 1969 roku, było zmniejszenie go połowę, z podziałem na park i część komunikacyjną. W roku 1993 ponownie pojawiła się koncepcja zabudowy placu kilkoma blokami mieszkalnymi.
Po otwarciu galerii toczyła się dyskusja na temat przyszłości placu – właściciel Solarisa proponował rozbudowę centrum handlowego, w zamian za dofinansowanie w drugiej części placu parkingu podziemnego, przeciwko czemu protestują architekci miejscy i część mieszkańców. Ostatecznie galerię rozbudowano, nową część i parking podziemny otwarto w 2019 roku.

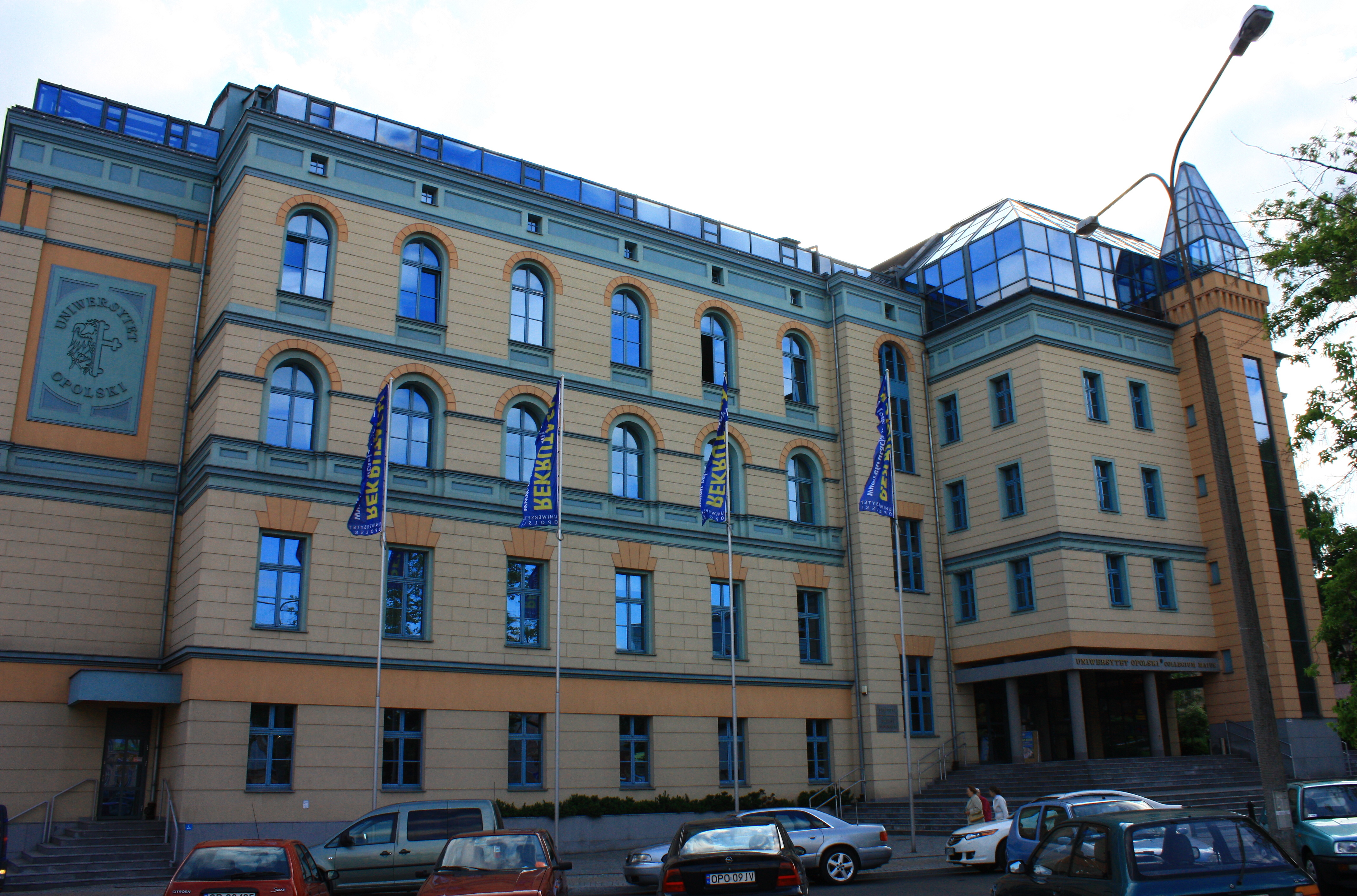
Klasztor podominikański, obecnie Uniwersytet Opolski – Collegium Maius
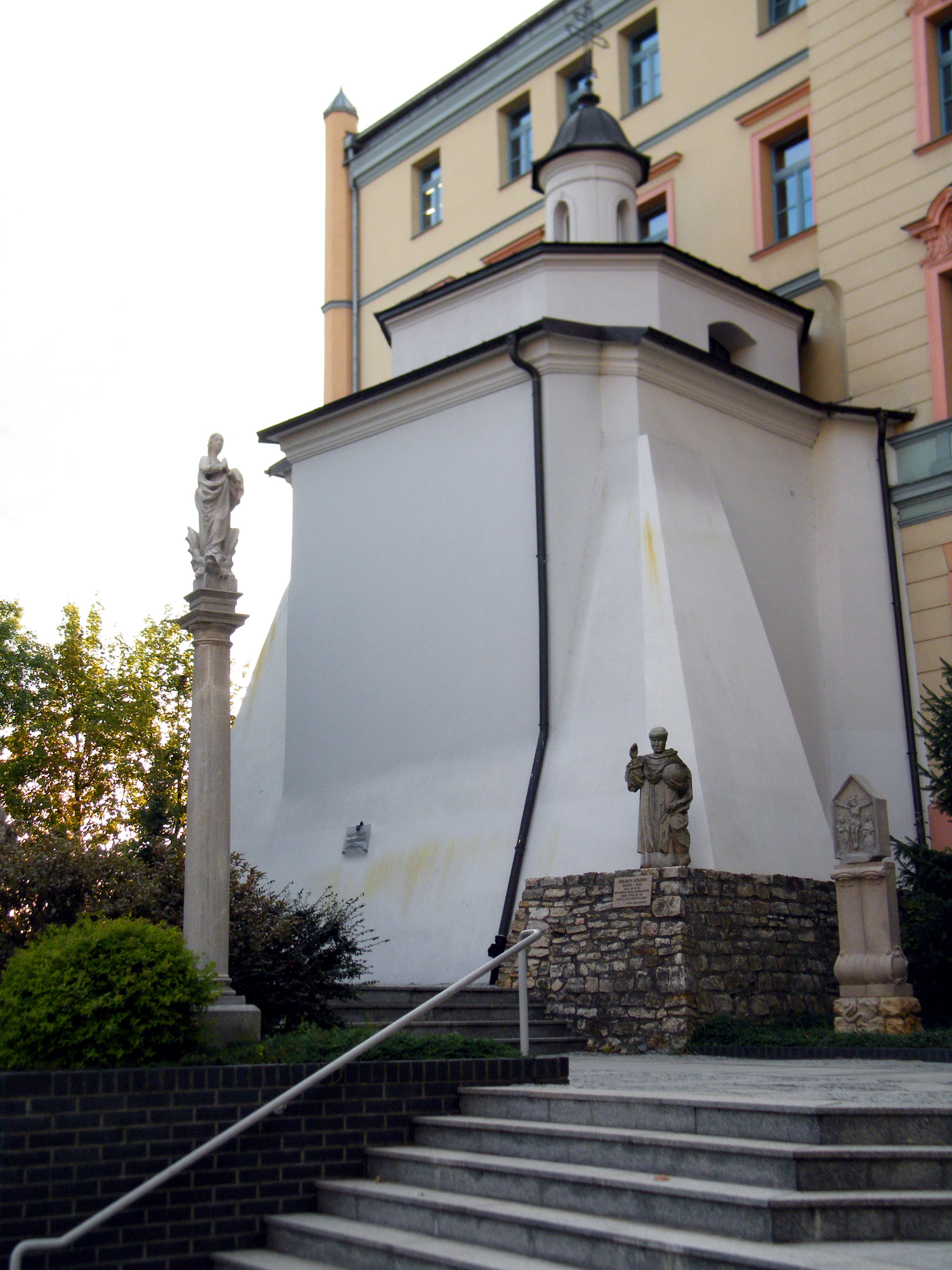
Kaplica św. Wojciecha przylegająca do Uniwersytetu (1663)
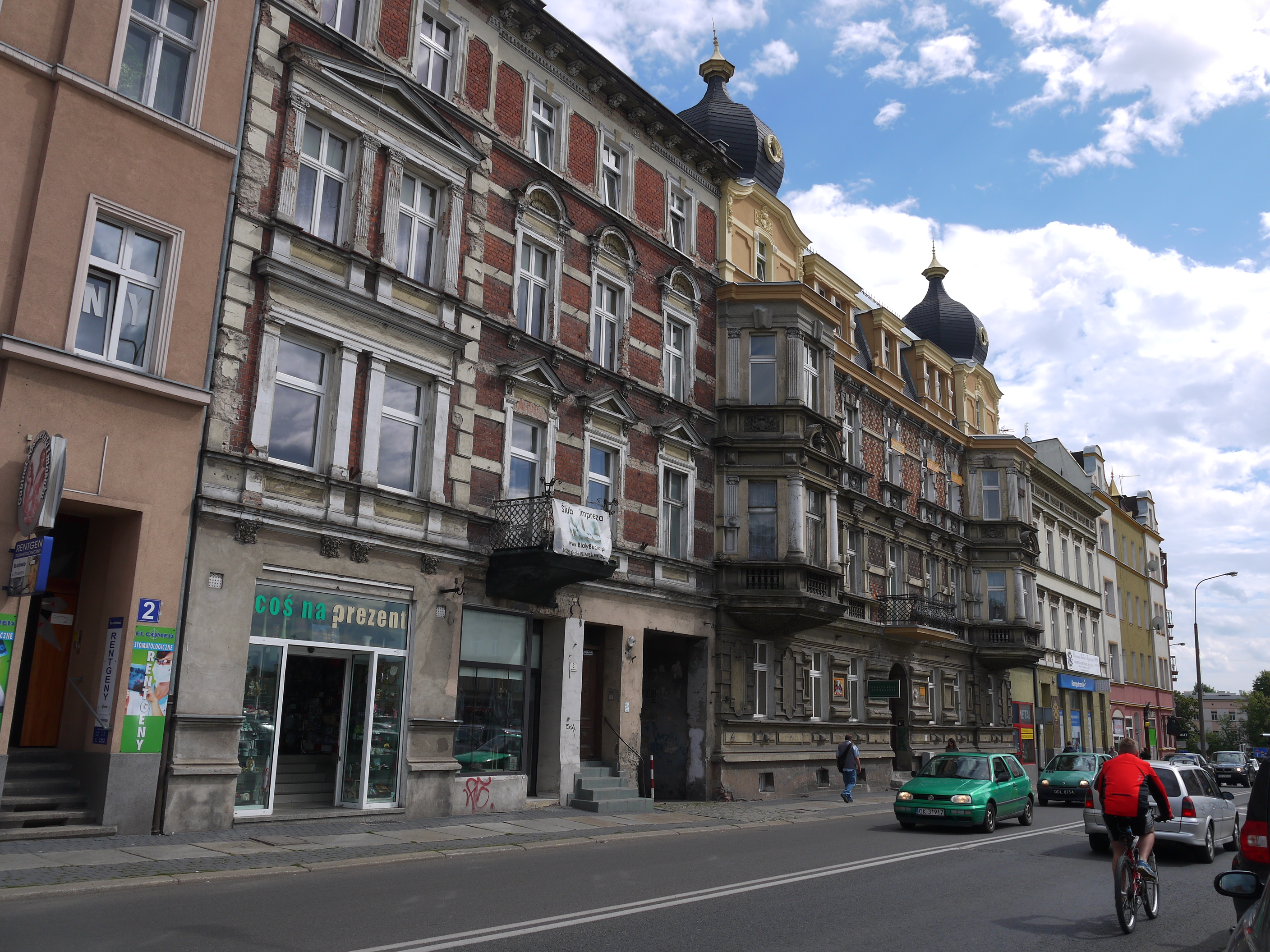
Kamieniczki przy pl. Kopernika
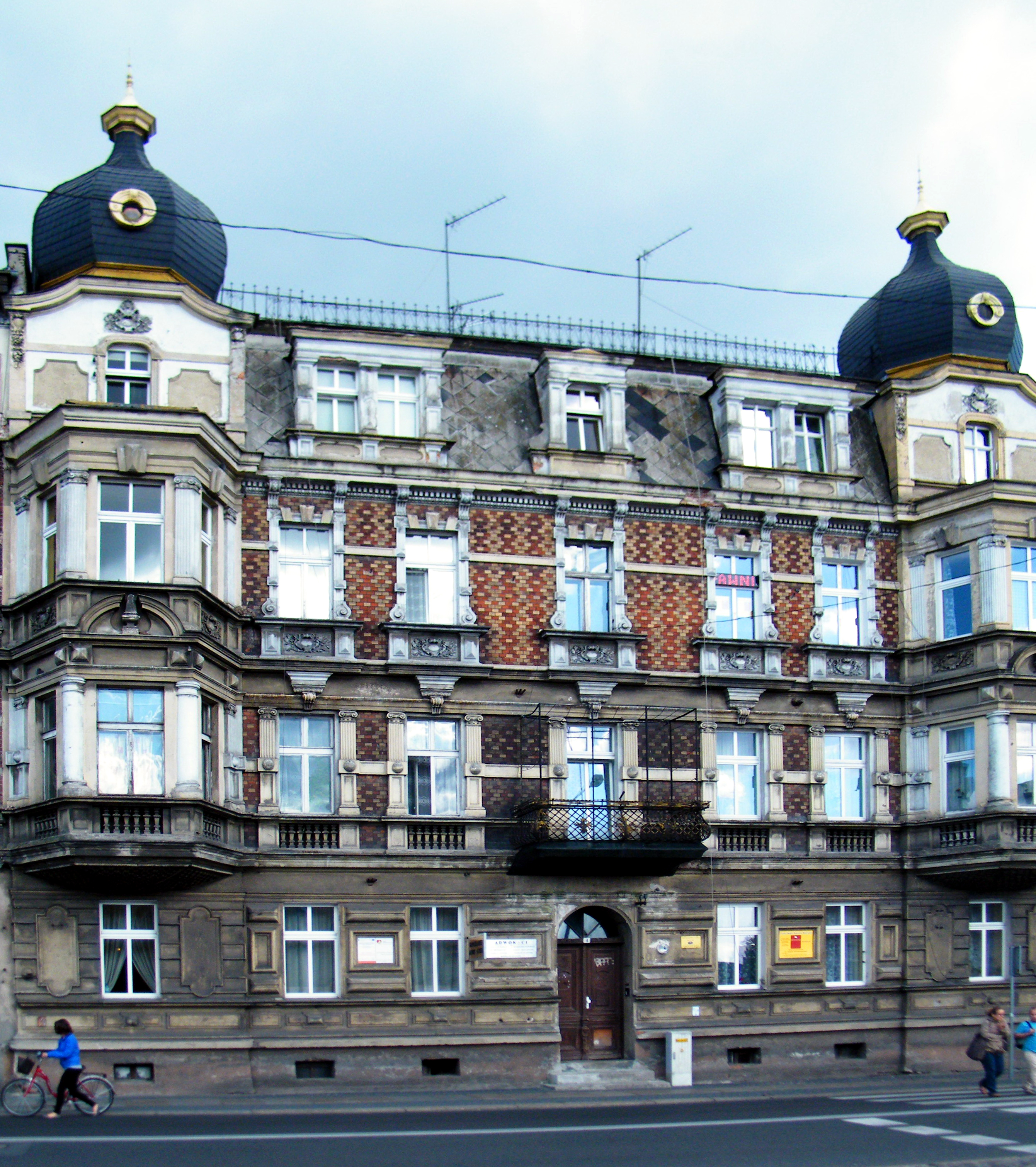
Zabytkowa kamienica przy pl. Kopernika 4 (XX w.)
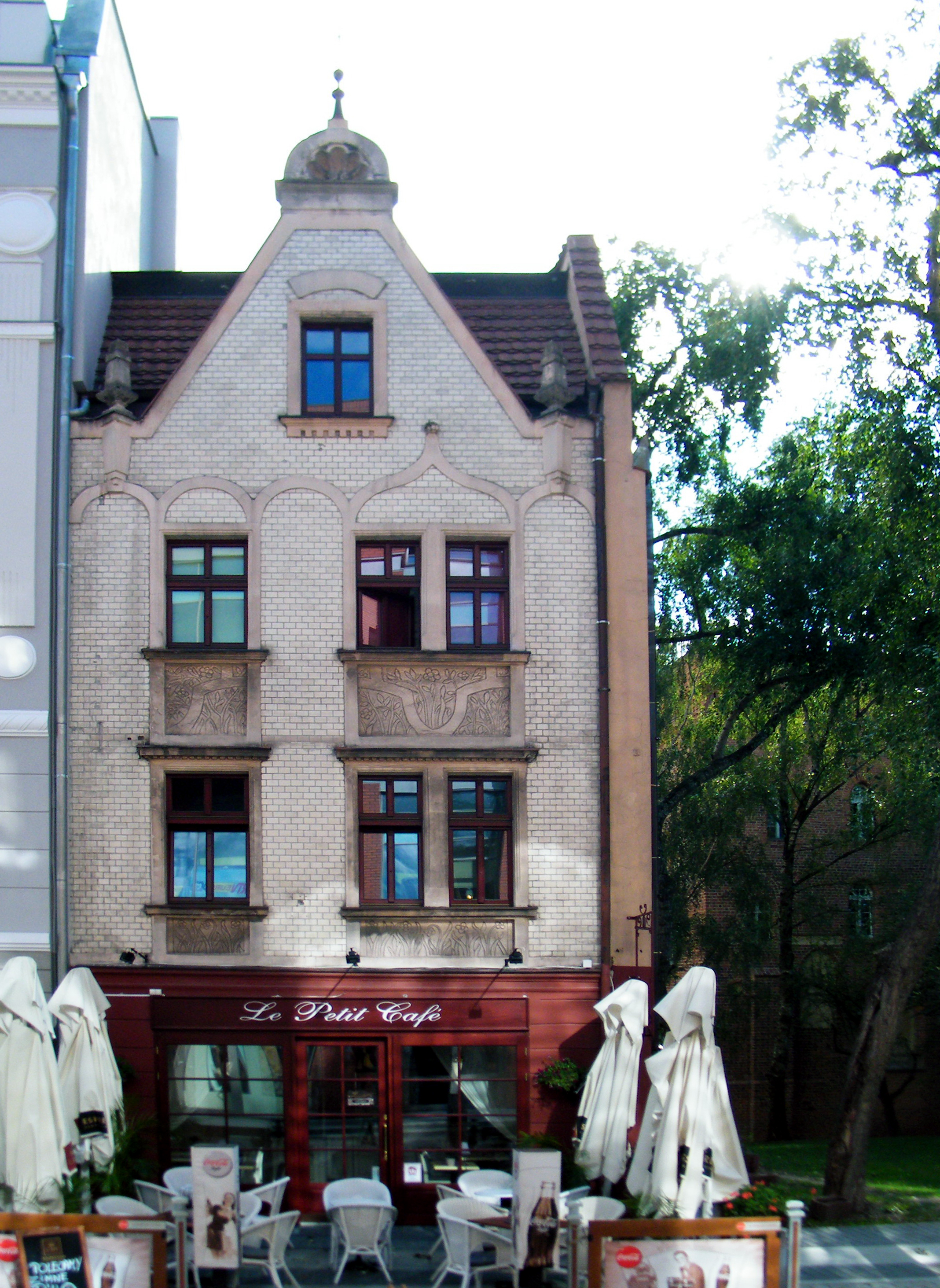
Zabytkowa kamieniczka pl. Kopernika 15
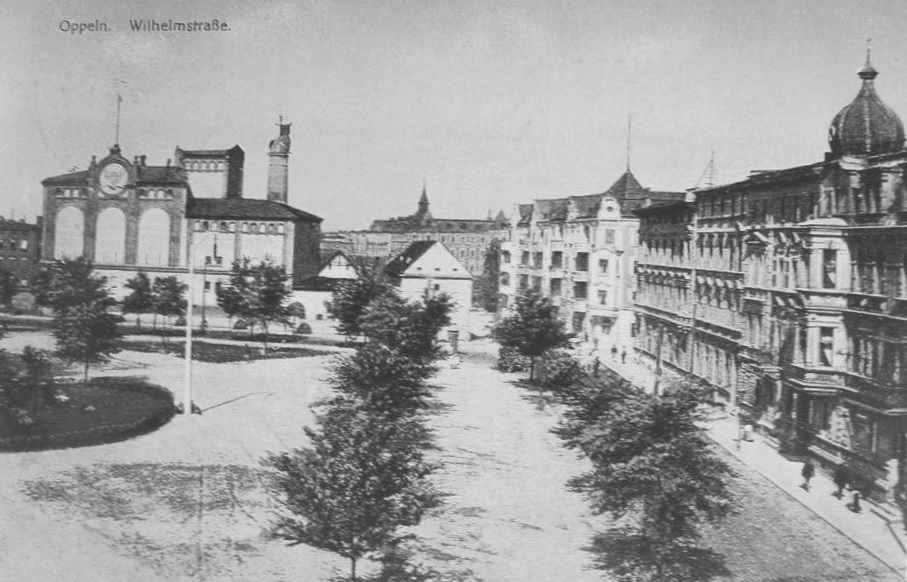
Plac Wilhelma i Browar (ok.1915)